# Doliolum tritonis
Doliolum tritonis är en ryggsträngsdjursart som beskrevs av William Abbott Herdman 1888. Doliolum tritonis ingår i släktet Doliolum och familjen tunnsalper. Inga underarter finns listade i Catalogue of Life.